# ジョニー・ベリー
ジョニー・ベリー （John James "Johnny" Berry、1926年6月1日 - 1994年9月23日）は、イギリス（イングランド）のプロサッカー選手（フォワード）。バーミンガム・シティFC、マンチェスター・ユナイテッドFCに所属したが、1958年の航空事故（ミュンヘンの悲劇）によって、選手生命を絶たれた。

## 人物
ベリーは高度な技術と俊足を持ったライトウインガーで、バーミンガムでのプレーをマット・バスビーに見出され、1951年マンチェスター・ユナイテッドに移籍。276試合に出場し45得点を挙げた。
移籍後の6シーズンはレギュラーメンバーとだったが、7シーズン目にその座をケニー・モーガンズに譲った。またイングランド代表にも選ばれたが、同じポジションのスタンリー・マシューズやトム・フィニーから出場機会を奪えず、出場は4試合に留まった。
31歳の時、ミュンヘンの悲劇に遭遇。頭蓋骨骨折を始め、顎や骨盤などを骨折し、さらに怪我の影響による健忘で事故の記憶を失っており、意識を回復した1か月後に新聞記事を読んでようやく事故を知ることとなった。ベリーは事故から2か月後に退院したが選手として再びピッチに立つことは出来ず、その後は兄弟と共にスポーツビジネスに携わった。
1994年、68歳で病没。ミュンヘンの悲劇を生き残った選手の中で、最初の死没者となった。